# Saint-Paul (Reunião)
Saint-Paul é uma comuna francesa no departamento ultramarino de Reunião. Estende-se por uma área de 241.28 km², e possui 103.492 habitantes, segundo o censo de 2018, com uma densidade de 430 hab/km².